# Kalala
Il termine kalala ricorre due volte nella sura IV del Corano (vv. 12 e 176) nel contesto delle nuove norme dettate per l'attribuzione di quote fisse dell'asse ereditario a determinati eredi. Esistono notevoli divergenze in merito alla sua interpretazione sia tra le scuole giuridiche islamiche sia nelle traduzioni del Corano sia tra gli studiosi occidentali, mentre i dizionari moderni in genere sorvolano sul suo significato tecnico.
È possibile che il significato originario del termine in questi due versetti coranici fosse ben noto nei primi decenni dell'islam. Il suo senso comune, però, cadde ben presto in disuso, mentre ci furono profonde divergenze tra i primi dotti musulmani circa la sua interpretazione nello specifico contesto coranico.
Nel primo periodo dell'islam nuove esigenze emersero nella società islamica. Ci si rese conto che l'applicazione rigorosa dei versetti coranici relativi alle successioni poteva portare ad una situazione di iniquità per alcuni parenti. Da qui la necessità di una loro interpretazione.

## Il terminekalalanella poesia, nelle opere linguistiche, nei commentari coranici, nella letteratura giuridica
Dall'analisi di alcuni antichi passi poetici e di antiche opere linguistiche arabe risulta che il termine kalala indica i “collaterali”. Le scuole giuridiche, invece, allo scopo di giustificare alcune loro dottrine sulla divisione dell'asse ereditario si trovarono nella necessità di adattarne il significato. Cosicché, contrariamente al suo significato originario nella lingua araba, il termine assunse accezioni contrastanti. Questa varietà di definizioni trova un riscontro anche nel materiale tradizionistico.

## Implicazioni dell'analisi del terminekalala
Attraverso l'esame di una sola parola, kalala, è possibile gettare luce sul più antico sviluppo dottrinale, partendo da alcune testimonianze trovate nella poesia araba, analizzando poi la lettera del Corano e i racconti tradizionisti, fino ad arrivare all'elaborazione di ogni singola scuola giuridica.